# شمل بازار
شمل بازار (بالفارسية: شمل بازار) هي قرية تقع في منطقة بولان في إيران. يقدر عدد سكانها بـ 110 نسمة بحسب إحصاء 2016.